# Chup Chup Ke
Chup Chup Ke (übersetzt: Leise, leise, Tagline des Films: Love meets confusion meets love) ist ein Bollywoodfilm aus dem Jahr 2006. Außerdem ist er ein Remake des Malayalamfilm Punjabi House (1998). An den Kinokassen spielte er solide Geld ein.

## Handlung
Jeetu hat sich bei den Dorfbewohnern verschuldet. Damit sein Vater und seine Verlobte Pooja nicht weiterhin darunter leiden müssen, setzt er einen Schlussstrich. Vor den Augen der Gläubiger stürzt er sich in die Fluten des Meeres.
In seiner Heimat glauben alle Jeetu sei tot. In Kalkutta wird er von den Fischern Gundya und Bandya aufgelesen. Ihnen gaukelt er vor, gehörlos zu sein. Da Gundya selbst Schulden bei dem Gujarati Prabhat Singh Chauhan hat, statten sie ihm einen Besuch ab. Gundyas Schiff wurde von Prabhat Singh konfisziert und so einigen sie sich darauf, dass Jeetu und Bandya so lange bei Prabhat arbeiten, bis Gundya seine Schulden bezahlt. 
Fortan sind beide mit Schuhe putzen und Wäsche waschen beschäftigt. Doch bald fällt Jeetu der gehörlosen Shruti auf, die über ihre jüngere Schwester Meenakshi versucht an Jeetu heranzukommen. Auch als Shruti von Jeetus Spiel des Gehörlosen erfährt, möchte sie ihn heiraten. Ihr Bruder Mangal gibt sein Einverständnis, da er schon lange nach dem perfekten Bräutigam für Shruti gesucht hatte.
Die Angelegenheit wird kompliziert, als Jeetu erfährt, dass seine einst Verlobte Pooja als Witwe im Hause seiner Eltern lebt. Schließlich ist er davon ausgegangen, dass sie nach seinem Tod jemand anderes heiraten würde. Umso unangenehmer ist es für Jeetu, der mit seinem alten Leben abgeschlossen hatte und seiner Familie bekannt wird, dass er noch am Leben ist.
Am Tag seiner Hochzeit mit Shruti will ihn Pooja und seine Familie wieder nach Hause holen. Doch Pooja erkennt die Liebe zwischen Shruti und Jeetu und möchte nicht der Grund für ihre Trennung sein. So feiern sie gemeinsam eine prächtige Hochzeit.

## Musik
| Songtitel              | Sänger/in                                  |
| ---------------------- | ------------------------------------------ |
| Dil Vich Lagya         | Sonu Nigam, Kunal Ganjawala, Akriti Kakkar |
| Shabe Firaq            | Himesh Reshammiya, Tulsi Kumar             |
| Aaya Re                | Kunal Ganjawala, Sunidhi Chauhan           |
| Ghoomar                | K K, Sunidhi Chauhan                       |
| Mausam Hai Bada Qatil  | Sonu Nigam                                 |
| Tumhi Se               | Vijay Yesudas, Shreya Ghosal               |
| Tumhi Se (Unplugged)   | Kunal Ganjawala                            |
| Dil Vich Lagya (Remix) | Sonu Nigam, Kunal Ganjawala, Akriti Kakkar |
| Shabe Firaq (Remix)    | Himesh Reshammiya, Tulsi Kumar             |
| Aaya Re (Remix)        | Kunal Ganjawala, Sunidhi Chauhan           |
| Ghoomar (Remix)        | K K, Sunidhi Chauhan                       |

Der Song Shabe Firaq , oder auch Aare Aare genannt, ist auf der DVD nur als Deleted Song aufgeführt. Die Regie zu diesem Song führte Kookie V. Gulati.

## Kritik
Als Ganzes hebt die(se) Schauspielriege den Film sicher ein paar Grade nach oben. Ebenso die Musik, ebenso die technische Machart. (von molodezhnaja.ch)

## Trivia
- Kareena Kapoor spielt ein stummes Mädchen und hat aufgrund dessen über den ganzen Film hinweg keine Dialoge.